# Jacob Brown
Jacob Samuel Brown (Halifax, Inglaterra, 10 de abril de 1998) es un futbolista escocés. Su posición es la de delantero y su club es el Luton Town F. C. de la League One de Inglaterra.

## Trayectoria
El 9 de septiembre de 2020 se hizo oficial su llegada al Stoke City F. C. firmando un contrato hasta 2023. En agosto de ese año fue traspasado al Luton Town F. C., equipo con el que iba a tener la oportunidad de jugar en la Premier League.

## Selección nacional
El 2 de noviembre de 2021 fue convocado por primera vez a la selección absoluta de Escocia para los partidos de clasificación para la Copa Mundial de Fútbol de 2022 contra Moldavia y Dinamarca. El 12 de noviembre debutó ante Moldavia entrando de cambio al 85' por Ché Adams, al final el ganarían el encuentro por marcador de 0-2.

### Participaciones en selección
| Torneo                              | Categoría | Sede   | Resultado              | Partidos | Goles |
| ----------------------------------- | --------- | ------ | ---------------------- | -------- | ----- |
| Liga de Naciones de la UEFA 2022-23 | Absoluta  | Europa | En disputa[actualizar] | 3        | 0     |

## Estadísticas

### Clubes
Actualizado al último partido jugado el 15 de marzo de 2025.
| Barnsley F. C. Inglaterra                                                                                           | 2.ª           | 2016-17       | 2   | 0  | ―  | ― | ― | ― | 2   | 0  | 0    |
| Barnsley F. C. Inglaterra                                                                                           | 2.ª           | 2017-18       | 0   | 0  | ―  | ― | ― | ― | 0   | 0  | 0    |
| Chesterfield F. C. Inglaterra                                                                                       | 4.ª           | 2017-18       | 13  | 0  | ―  | ― | ― | ― | 13  | 0  | 0    |
| Chesterfield F. C. Inglaterra                                                                                       | Total club    | Total club    | 13  | 0  | 0  | 0 | 0 | 0 | 13  | 0  | 0    |
| Barnsley F. C. Inglaterra                                                                                           | 3.ª           | 2018-19       | 32  | 8  | 6  | 0 | ― | ― | 38  | 8  | 0,21 |
| Barnsley F. C. Inglaterra                                                                                           | 2.ª           | 2019-20       | 40  | 3  | 2  | 1 | ― | ― | 42  | 4  | 0,1  |
| Barnsley F. C. Inglaterra                                                                                           | Total club    | Total club    | 74  | 11 | 8  | 1 | 0 | 0 | 82  | 12 | 0,15 |
| Stoke City F. C. Inglaterra                                                                                         | 2.ª           | 2020-21       | 41  | 5  | 5  | 1 | ― | ― | 46  | 6  | 0,13 |
| Stoke City F. C. Inglaterra                                                                                         | 2.ª           | 2021-22       | 45  | 13 | 7  | 1 | ― | ― | 52  | 14 | 0,27 |
| Stoke City F. C. Inglaterra                                                                                         | 2.ª           | 2022-23       | 38  | 7  | 4  | 2 | ― | ― | 42  | 9  | 0,21 |
| Stoke City F. C. Inglaterra                                                                                         | 2.ª           | 2023-24       | 1   | 1  | 0  | 0 | ― | ― | 1   | 1  | 1    |
| Stoke City F. C. Inglaterra                                                                                         | Total club    | Total club    | 125 | 26 | 16 | 4 | 0 | 0 | 141 | 30 | 0,21 |
| Luton Town F. C. Inglaterra                                                                                         | 1.ª           | 2023-24       | 19  | 2  | 3  | 1 | ― | ― | 22  | 3  | 0,14 |
| Luton Town F. C. Inglaterra                                                                                         | 2.ª           | 2024-25       | 29  | 4  | 1  | 0 | ― | ― | 30  | 4  | 0,13 |
| Luton Town F. C. Inglaterra                                                                                         | Total club    | Total club    | 48  | 6  | 4  | 1 | 0 | 0 | 52  | 7  | 0,13 |
| Total carrera | Total carrera | Total carrera | 260 | 43 | 28 | 6 | 0 | 0 | 288 | 49 | 0,17 |
| (1) Incluye datos de FA Cup, EFL Trophy y Copa de la Liga (Inglaterra). (2) No incluye goles en partidos amistosos. |               |               |     |    |    |   |   |   |     |    |      |

### Selección de Escocia
Actualizado al último partido jugado el 19 de noviembre de 2023.
| Selección        | Año   | Eliminatorias | Eliminatorias | Eliminatorias | Continental | Continental | Continental | Mundial | Mundial | Mundial | Amistosos | Amistosos | Amistosos | Total | Total | Total  | Media goleadora |
| Selección        | Año   | Part.         | Goles         | Asist.        | Part.       | Goles       | Asist.      | Part.   | Goles   | Asist.  | Part.     | Goles     | Asist.    | Part. | Goles | Asist. | Media goleadora |
| ---------------- | ----- | ------------- | ------------- | ------------- | ----------- | ----------- | ----------- | ------- | ------- | ------- | --------- | --------- | --------- | ----- | ----- | ------ | --------------- |
| Absoluta Escocia |       |               |               |               |             |             |             |         |         |         |           |           |           |       |       |        |                 |
| 2022             | 1     | 0             | 0             | 3             | 0           | 0           | —           | —       | —       | 2       | 0         | 0         | 6         | 0     | 0     | 0      |                 |
| 2023             | —     | —             | —             | 1             | 0           | 0           | —           | —       | —       | 1       | 0         | 0         | 2         | 0     | 0     | 0      |                 |
| Total            | 1     | 0             | 0             | 4             | 0           | 0           | 0           | 0       | 0       | 3       | 0         | 0         | 8         | 0     | 0     | 0      |                 |
| Total            | Total | 1             | 0             | 0             | 4           | 0           | 0           | 0       | 0       | 0       | 3         | 0         | 0         | 8     | 0     | 0      | 0               |
| 1. 2.            |       |               |               |               |             |             |             |         |         |         |           |           |           |       |       |        |                 |